# USS Gurnard (SS-254)
USS Gurnard (SS-254) – amerykański okręt podwodny typu Gato, pierwszego masowo produkowanego wojennego typu amerykańskich okrętów podwodnych.